# Faisceau pyramidal

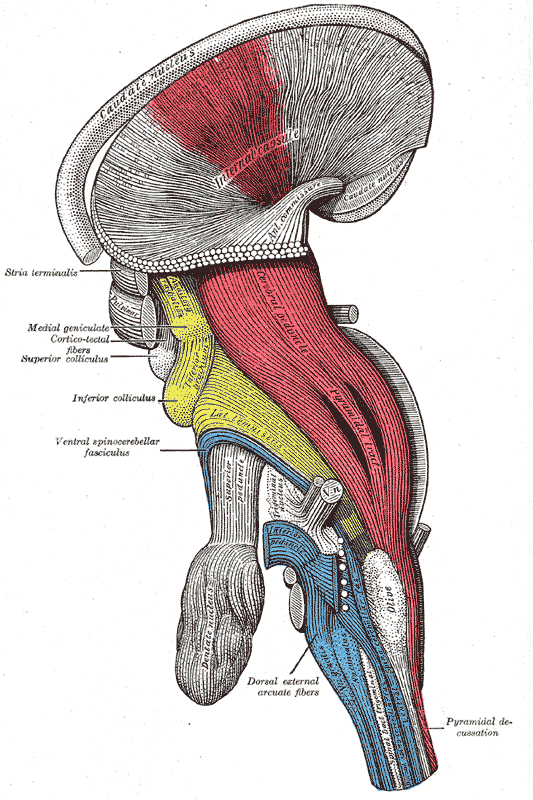
Schéma du tronc cérébral. Le faisceau pyramidal est en rouge.

En neuroanatomie, le faisceau pyramidal désigne les axones moteurs corticospinaux qui transmettent la commande motrice du cortex cérébral jusqu'aux motoneurones et interneurones de la corne antérieure de la moelle spinale. Ce faisceau corticospinal est qualifié de « pyramidal » car il contribue aux pyramides bulbaires, substance blanche situées sur la face ventrale et médiale de la moelle allongée. Il intervient préférentiellement dans le contrôle de la motricité volontaire.

## Nature du faisceau pyramidal
Le faisceau pyramidal est  constitué d'axones issus de la couche V du cortex dont les cellules de Betz du cortex moteur (aire 4), du cortex prémoteur (aires 6 dorso-latérale et ventro-latérale), de l'aire motrice supplémentaire (aire 6 dorso-médiale), du cortex cingulaire moteur et pariétales (fibres non-motrices dans ce cas). Ces axones forment le faisceau corticospinal et faisceau corticonucléaire qui se terminent respectivement chez les primates, et seulement à partir des cercopithecidae, dans la corne antérieure de la moelle spinale et sur les noyaux de certains nerfs crâniens au niveau du tronc cérébral. 
Des expériences de décortication chez le chat ont montré que les lésions du système pyramidal au niveau du cortex moteur préservent les capacités de locomotion de l'animal, montrant ainsi que les voies pyramidales jouent un rôle mineur dans les programmes moteurs automatiques comme la locomotion. Il existe en effet des centres locomoteurs au sein du tronc cérébral et de la moelle spinale.

## Faisceau pyramidal du primate

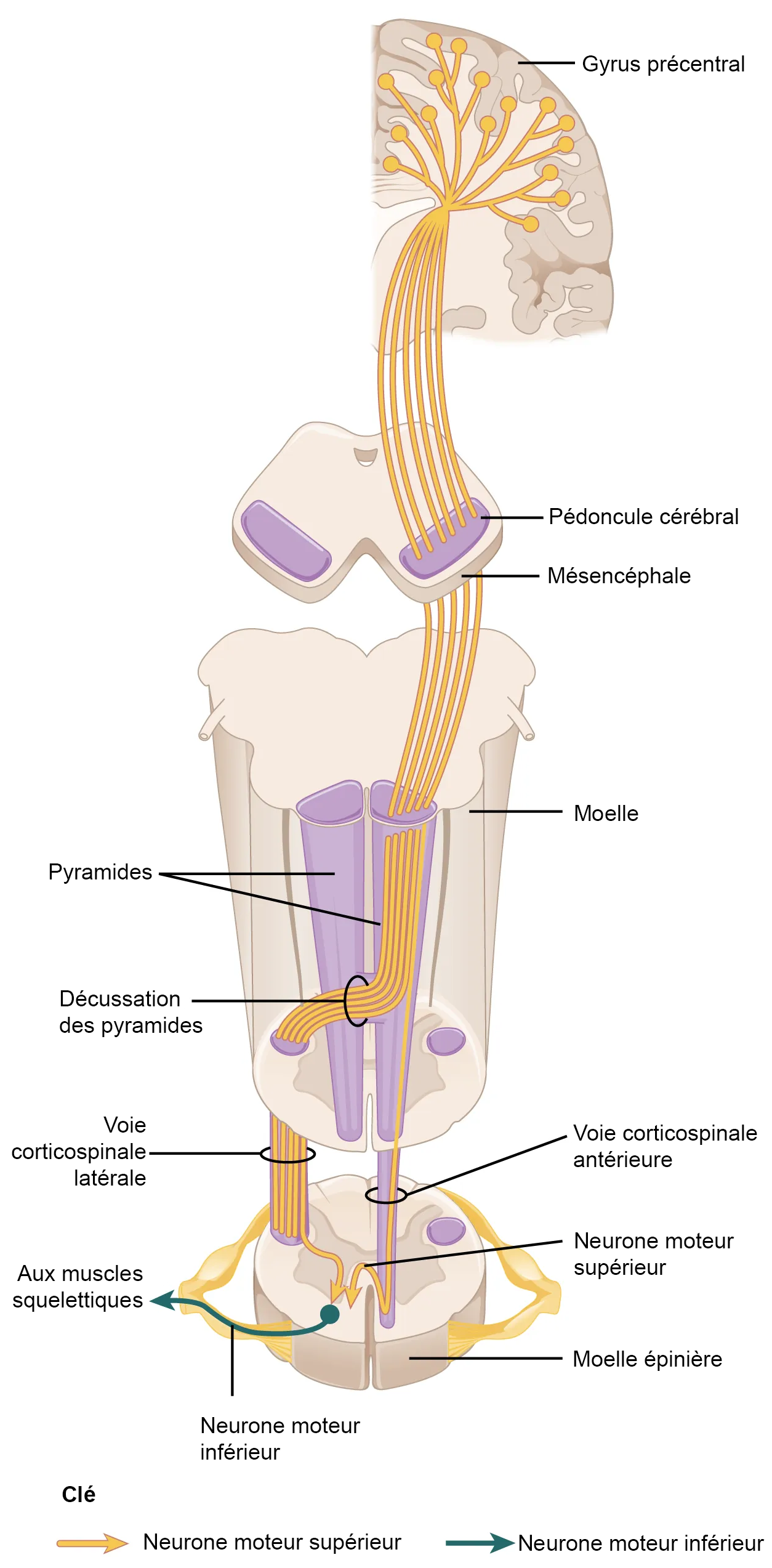
Tractus corticospinal.

Le faisceau pyramidal transite successivement au niveau du bras postérieur de la capsule interne dans le cerveau, de la région médiane des crus cerebri des pédoncules cérébraux au sein du mésencéphale, du basis pontis au sein de la protubérance et dans la région ventromédiale de la medulla oblongata.
Chez les primates, le faisceau pyramidal se dissocie au niveau de l'extrémité rostrale du bulbe en deux composantes :
- Le faisceau corticospinal latéral (ou croisé) regroupant environ 80 % des axones initiaux. Les axones décussent, c'est-à-dire croisent le plan médian pour mettre en relation un hémisphère du cerveau avec les motoneurones (lames 9 incluses dans la lame 7 de Rexed) et interneurones controlatéraux (lame 7 de Rexed). La conséquence de ce « câblage » croisé est qu'une hémiplégie (la paralysie d'une moitié du corps) est due à une atteinte de l'hémisphère situé de l'autre côté. Il projette sur les motoneurones des muscles distaux au niveau de la corne ventrale de la moelle spinale.

- Le faisceau corticospinal ventral (ou direct) projette bilatéralement sur les motoneurones et interneurones des muscles axiaux et axioproximaux (lames 9 incluses dans la lame 8 de Rexed) car une partie des fibres décussent juste avant de contacter leur cibles tandis que d'autres restent ipsilatérales.

- Le faisceau cortico-bulbaire (ou cortico-nucléaire) transmet les commandes motrices des muscles du visage, de la langue, du pharynx, du larynx, du cou et de la tête aux motoneurones situés dans les noyaux des nerfs crâniens situés dans la moelle allongée.

## Liens avec la pathologie
- Syndrome pyramidal

## Voies motrices extrapyramidales
À côté des voies pyramidales qui contrôlent surtout la motricité volontaire, il existe d'autres circuits dits système moteur extrapyramidal dont le rôle est très important dans la motricité non volontaire.